# روح آشپزخانه
روح آشپزخانه (انگلیسی: Soul Kitchen) فیلمی در ژانر درام و کمدی به کارگردانی فاتح آکین است که در سال ۲۰۰۹ منتشر شد. فیلم‌نامه این فیلم اثر فاتح آکین و آدام بوسدوکوس است. این فیلم در سال ۲۰۰۹ جایزه ویژه جشنواره فیلم ونیز را از آن خود کرده است.

## بازیگران
- موریتس بلایبتروی
- بیرول اونل
- اودو کی‌یر
- مونیکا بلایبتروی
- ووتان ویلکه مورینگ
- دمیر گوکگل
- اوقور یوجل
- پیتر لومایر
- لوکاس گرگوروویچ